# Кака чатемський
Кака чатемський (Nestor chathamensis) — вид вимерлих папуг з роду Нестор (Nestor). Був ендеміком новозеландських островів Чатем.
Коли дослідники знайшли його рештки, вони спочатку прийняли його за білоголового нестора, але згодом детальні дослідження скам'янілостей довели, що насправді це окремий вид. Чатемський кака вимер приблизно у 1550—1700 роках, задовго до появлення перших європейських поселенців. Відомий тільки за скам'янілими рештками.
Так як на віддаленому острові в нього не було природних ворогів, погано літав.